# صندوقة القفاز

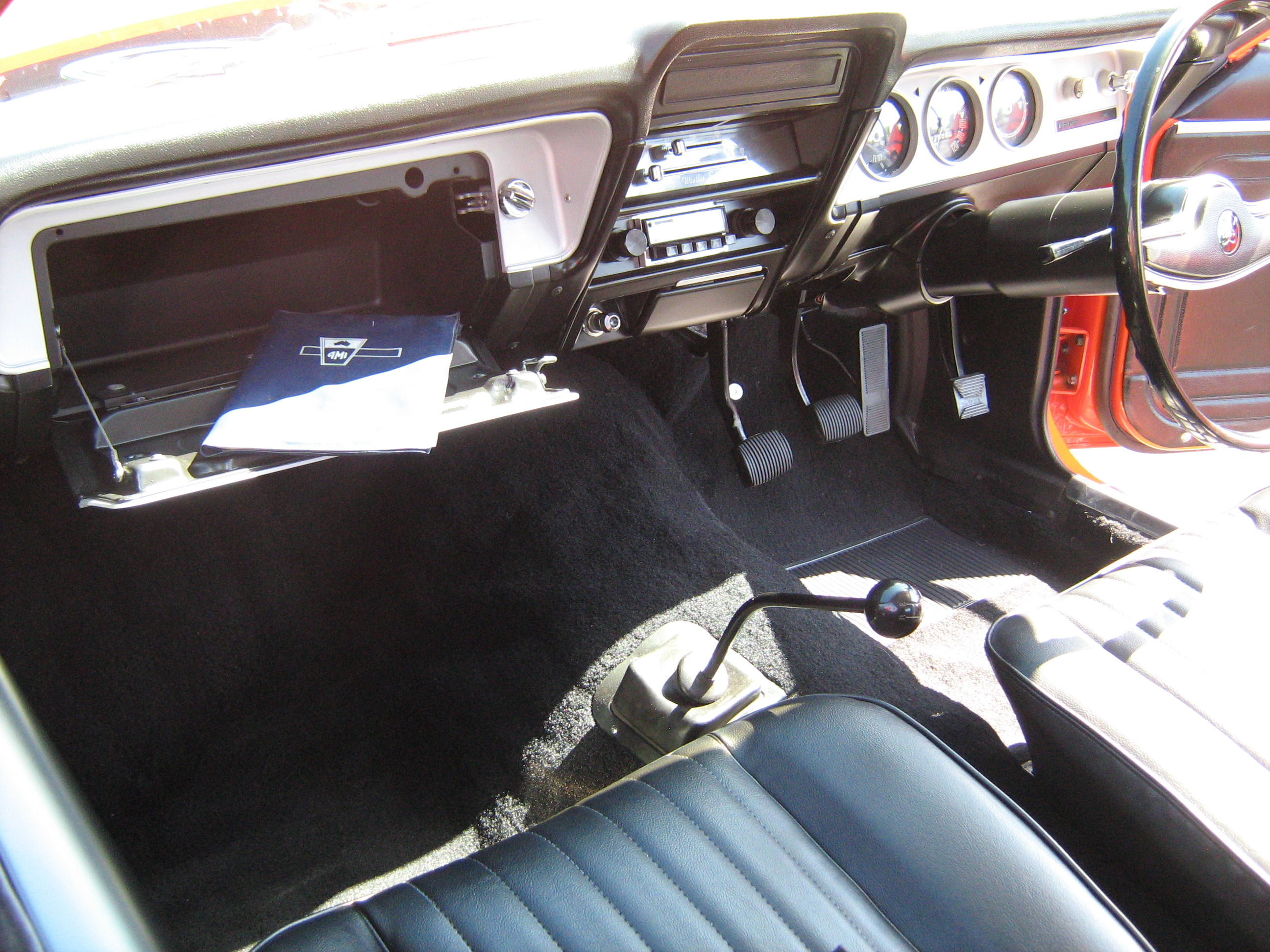

صندوقة القُفّاز حجرة مدمجة في لوحة المعلومات في السيارة، وتقع فوق مساحة قدمي الراكب في المقعد الأمامي تستخدم للتخزين المتنوع. الاسم مشتق من الغرض الأصلي منها لتخزين قفازات القيادة. تُغلق حجرة القفازات بمزلاج في معظم المركبات، مع خيار القفل بمفتاح. غالبًا ما يكون ذلك مرغوبًا عند استخدام خدمة ركن السيارة ، أو ركن السيارة المكشوفة أو عندما تحتوي الحجرة على آلية لفتح صندوق السيارة.